# Квир (журнал)
Квир (от англ. queer, квир) — российский журнал для гомосексуалистов, издававшийся, как в печатном, так и в электронном виде, в период с осени 2003 по 2014 год.

## История
19 мая 2003 года будущий журнал получил свидетельство о регистрации в Министерстве РФ по делам печати, телерадиовещания и СМИ ПИ № 77-15451. Первый выпуск был опубликован в сентябре 2003 года.
В сентябре 2004 и сентябре 2006 годах «Квир» вошёл в пятерку самых продаваемых «мужских журналов» в Москве по рейтингу Союза издателей и распространителей печатной продукции.
С весны 2005 года в качестве приложения к изданию выходит серия книг «Тёмные аллеи».
В 2009 году тираж журнала составил 33 тыс. экземпляров.
К ноябрю 2011 года вышел 100-й номер журнала.
В декабре 2012 года вышел 113-й и последний печатный номер журнала.
С января 2013 года Квир выходит только в формате интернет-журнала без привязки к месяцам. Редакция журнала поддерживала публикацию материалов на сайте до декабря 2014 года. После этого сайт поддерживается в необновляемом виде.
Бумажная версия журнала распространялась до 2012 года в общих сетях розничных продаж прессы, а также по подписке через каталог «Роспечати» во всех регионах России и за её пределами. Работали представительства в Белоруссии и на Украине. В мае 2022 года доступ к сайту журнала был заблокирован на территории Российской федерации по решению «Роскомнадзора».

### Издательство
В 2005 году при журнале было организовано одноимённое издательство. Первой изданной книгой стала «69. Русские геи, лесбиянки, бисексуалы и транссексуалы». Всего издательство опубликовало более 30 книг. Это сборники прозы и поэзии авторов из России, Канады, США, Италии, Германии и других стран мира. Особым вниманием квир-читателей пользуются ежегодные мини-антологии «Русская гей-проза» и «Лесбийская проза». На сегодняшний день «Квир» — старейший издательский гей-проект. С ним работают такие известные далеко за пределами ЛГБТ-аудитории авторы (и не только её представители), как Маргарита Меклина, Лида Юсупова, Ярослав Могутин, Геннадий Трифонов, Андрей Дитцель и другие.

### Название
На официальном название журнала указан перевод английского слово, как «странный, необычный, чудной, гомосексуальный». В связи с чем издание позиционировало себя как «журнал для необычных людей».

## Авторы
Среди авторов журнала были историк моды Александр Васильев, писатели Алмат Малатов, Маргарита Шарапова, Андрей Гончаров, Маруся Климова, Дмитрий Бушуев, драматург Константин Костенко, публицист Евгений Понасенков, журналист и писатель Игорь Мальцев, политолог Дмитрий Толкачев.
В журнале публиковались фотосессии известных российских фотографов — Сержа Головача, Севы Галкина, Ольги Фоминой и других.
В разное время интервью журналу давали Роман Виктюк, Светлана Сурганова, Ярослав Могутин, Борис Моисеев, Томас Андерс, Доминик Фернандез, Лука Басыров, Даниэль Дэфер, Пьер Гийота и многие другие.

## Коллектив
- Издатель: Эд Мишин
- Главный редактор: Владимир Волошин
- Арт-директор: Сева Галкин